# Supreme (бренд)
Supreme (рус. Высший) — американский стритвир-бренд одежды, основанный в Нью-Йорке в апреле 1994 года. В первую очередь, бренд ориентирован на культуру скейтбординга, хип-хопа и рок-музыки, но также и в целом на всю молодёжную культуру. Под этим брендом выпускается одежда, аксессуары и скейтборды. Обувь, одежда и аксессуары бренда активно продаются на вторичном рынке.
Логотип «Supreme» с текстом, написанным белой наклонной футурой, помещённый в ярко-красный прямоугольник, создан под явным влиянием пропагандистского искусства Барбары Крюгер.

## История
Бренд был основан Джеймсом Джеббиа в апреле 1994 года, когда первый магазин Supreme открылся на Лафайетт-стрит в центре Манхэттена. Джеббиа родился в США, но своё детство и юность (до 19 лет) провёл в Англии. Первый магазин имел уникальный дизайн среди бутиков того времени: вся одежда была развешана по периметру, а в центре большое пространство было выделено под своеобразный скейт-парк: скейтеры, не снимая своих рюкзаков, могли комфортно кататься, не мешая покупателям. В 2004 году в Лос-Анджелесе на North Fairfax Ave открылся второй магазин бренда, по размеру примерно вдвое превосходящий оригинальный нью-йоркский бутик и имел крытый хафпайп. Впоследствии были открыты магазины в Лондоне (сентябрь 2011 года), в Париже (март 2016 года), Токио (Харадзюку, Дайканъяма и Сибуя), Нагое, Осаке и в Фукуоке. Новые торговые точки в своём дизайне продолжили философию самого первого магазина. Помимо непосредственно бренда Supreme, в его магазинах продаётся продукция Vans, линейка Nike для скейтбординга, Spitfire, Thrasher, а также Girl Distribution Company.
5 октября 2017 года Supreme открыла свой одиннадцатый магазин и второй по счёту в Нью-Йорке. 6 октября 2017 года основатель Supreme Джеймс Джеббиа подтвердил, что лейбл продал значительную долю компании (примерно 50 %, что в денежном эквиваленте равнялось пятистам миллионам долларов) инвестиционному фонду The Carlyle Group. В 2020 году бренд был куплен VF Corporation за 2,1 млрд долларов.

## Сотрудничество
Бренд Supreme сотрудничал с рядом компаний, среди которых Nike/Air Jordan, Vans, Clarks, The North Face, Hanes, Playboy, Levi’s, Timberland, Comme des Garçons, и Stone Island. 18 января 2017 года компания Louis Vuitton провела показ мод, на котором продемoнстрировала совместную коллекцию с Supreme. Pop-up магазины, продававшие коллекцию, открылись 30 июня 2017 года в Сиднее, Сеуле, Токио, Париже, Лондоне, Майами и Лос-Анджелесе. Планировалось также открытие pop-up магазина Louis Vuitton в Нью-Йорке, но оно было отклонено вторым общественным советом Манхэттена после того, как местные жители выразили своё негодование тем, что «такое событие будет проходить на Bond Street». В 2017 году новостной ресурс о моде The Dapifer подтвердил слухи о партнёрстве Lacoste и Supreme при создании капсульной мужской коллекции.
Supreme периодически выпускает футболки и боксёрские шорты в сотрудничестве с Hanes, а также аксессуары для скейтбординга совместно со скейт-брендами Independent Trucks и Spitfire Wheels.
Supreme выпустила скейтборды, дизайны для которых подготовили: Хармони Корин, Rammellzee, Райан Макгиннес, Kaws, Ларри Кларк, Джефф Кунс, Ричард Принс, Кристофер Вул, Нейт Лоуман, Дэмьен Хёрст и Джон Балдессари. Кроме того, бренд сотрудничал с такими фотографами, художниками и дизайнерами как Дэвид Линч, Роберт Крамб, Мэрилин Минтер, Такаси Мураками, Дэниел Джонстон, Питер Сэвилл, Futura, Bad Brains, Public Enemy, Ханс Руди Гигер, Марк Гонсалес, Мауриц Корнелис Эшер, Дэш Сноу и Нан Голдин.
В 2017 году Supreme предложила Circlemakers, дизайнерской группе из Великобритании, занимающейся созданием рисунков на полях, создать крупный рисунок в виде логотипа бренда в секретном месте в Калифорнии. Этот рисунок показывается в короткометражном фильме, снятом Supreme, под названием «Поля с урожаем» (англ. Crop Fields).

## В массовой культуре
Фешн-фотограф Терри Ричардсон создал несколько наиболее известных фотографий, использовавшихся в дизайне бренда, среди которых фотографии: Майкла Джордана, лягушонка Кермита, рэп-группы Three 6 Mafia, Лу Рида, Леди Гаги, Нила Янга, рэперов Gucci Mane, Наса и британского музыканта и поэта Моррисси. Кеннет Каппелло выступил дизайнером одних их самых успешных футболок с изображениями Майка Тайсона, The Diplomats, Майклом Джексоном и Рэйквоном. В июне 2019 года была выпущена футболка с изображением ямайского регги исполнителя Buju Banton.
Среди известных людей, носивших одежду от Supreme на публике были участники группы Odd Future, Оделл Бекхэм-младший, Джастин Бибер, DJ SchwambiFlexx, Bad Bunny, J-Hope из Bangtan Boys и Пэкхён из EXO. Чхвэ Ёнджэ из GOT7, Сергей Клименко.
Среди прочих знаменитостей, носящих Supreme: Шейн Макгоуэн, Кейт Мосс, Slick Rick, Шон Комбс, Леди Гага и Дэвид Блейн.

## Команда скейтеров
В 1994 году в первом нью-йоркском магазине Supreme была своя команда скейтбордистов, в которую входили Джастин Пирс и Харольд Хантер. В 1995 году киностудия Alleged Films International сняла для Supreme промо-ролик под названием «A Love Supreme», центральной темой которого стал скейтбординг. В 2014 году Supreme выпустила полнометражный фильм о скейтбординге под названием «Вишня» (англ. cherry), режиссёром которого выступил Уильям Стробек. В 2018 году был выпущен второй полнометражный фильм от Supreme под названием «BLESSED» (англ. благословенный), режиссёром снова выступил Уильям Стробек.